# 兰兰山
兰兰山（Mount Lamlam，Lamlam為查莫罗语中闪电之意），或按上述直译为閃電山，位於美国關島西南部，位於阿加特北方5或3英里。

## 外部連結
- "Mount Lamlam"（页面存档备份，存于）. PeakBagger.com
- "Mount LamLam"（页面存档备份，存于）. SummitPost.org